# Martha Plimpton
Martha Campbell Plimpton (Nueva York; 16 de octubre de 1970) es una actriz estadounidense.

## Biografía
Es hija de los actores Keith Carradine y Shelley Plimpton, nieta de John Carradine, sobrina de David Carradine y Robert Carradine, prima de Ever Carradine, y Kansas Carradine. Sus padres nunca se casaron y se separaron poco después de nacer ella. Fue criada por su madre en Nueva York, en el Upper West Side. No conoció a su padre hasta que tuvo 4 años. Así y por eso tomó el apellido de su madre y no el de su extensa familia interpretativa. Fue novia del fallecido actor River Phoenix. Rompieron años antes de su muerte, aunque consiguieron mantener una fuerte amistad hasta la muerte de River en 1993. Después fue pareja de John Patrick Walker. 
Comenzó muy jovencita en el drama de Alan J. Pakula, Rollover, haciendo de la hija mayor de un matrimonio adinerado; aquí trabajó con Jane Fonda y Kris Kristofferson. Sin embargo, sorprendió su actuación en el drama de aventuras The River Rat en 1984, donde era una adolescente que conoce a su padre, interpretado por Tommy Lee Jones, un exconvicto recién liberado de prisión.
En 1985 participó en el éxito de taquilla juvenil Los Goonies, que trata de un grupo de niños que, al enterarse de la noticia de que van a perder sus casas, deciden ir en búsqueda de un tesoro. Martha era la engreída y sabelotodo Stef. En esta película también estuvieron Sean Astin (conocido por su papel de Sam en El Señor de los Anillos), Josh Brolin, Corey Feldman o Jonathan Ke Quan, entre otros.
La siguiente película que realizó fue el drama de aventuras de Peter Weir, The Mosquito Coast, donde un excéntrico inventor Allie Fox (Harrison Ford), harto de vivir en la sociedad estadounidense, decide un día abandonar su país y trasladarse junto a su esposa (Helen Mirren) y su hijo Charlie (River Phoenix) a Belice. En esta película, hacía de la cuasi novia de River Phoenix y esta relación fue traspasada fuera de las pantallas. 
Fueron muchos los papeles que hizo durante su juventud, pero destacaron dos. Por un lado, participó en el drama de Woody Allen, Otra mujer, donde hacía el papel de hijastra de una mujer muy inteligente que se replantea su vida cuando decide escribir un libro, y en la comedia de Ron Howard, Parenthood, que hacía de una joven rebelde que estaba embarazada y que solo quería vivir con su despreocupado novio, junto a Steve Martin, Dianne Wiest, Mary Steenburgen, Jason Robards, Rick Moranis, Tom Hulce, Keanu Reeves, Harley Jane Kozak, Joaquin Phoenix y Eileen Ryan, y que posteriormente se convirtió en serie.
Alcanzó la madurez con el drama biográfico de Alan Rudolph, La señora Parker y el círculo vicioso, que se ambientaba en los años 20, con Jennifer Jason Leigh, Campbell Scott, Matthew Broderick y Peter Gallagher. Otra película importante es Beautiful Girls, en la que era una camarera que estaba harta de su celoso novio, pero en cuanto él coquetea con una chica, se da cuenta de sus sentimientos e intenta volver con él. Ahí contó con la compañía de Matt Dillon, Timothy Hutton, Rosie O'Donnell, Natalie Portman, Mira Sorvino y Uma Thurman. 
Son muchas las películas en las que ha participado. Sin embargo, cansada en parte del poco reconocimiento alcanzado en el cine, decidió abandonar momentáneamente la pantalla grande. Así se pasó al teatro, donde actuó en Chicas Top y The Coast of Utopia, por los que fue nominada al Tony y actuó junto a Ethan Hawke, Bobby Cannavale y Elizabeth Berkley.
Sin embargo, en la última década, compaginó sus actuaciones en el teatro con la presencia en muchas series. Una de las primeras fue en la serie Urgencias, donde interpretó en un arco de cuatro capítulos a Meg Corwin. Luego le siguieron Law and Order: Special Victims Units, 7th Heaven, Law and Order: Criminal Intent o Surface.
Pero es en estos últimos años donde ha tenido más trabajo televisivo, comenzando por Grey's Anatomy, donde fue la madre de un joven paciente. En la que se puede apreciar su registro dramático fue en la bien recibida por la crítica The Good Wife, donde interpretaba a Patti Nilhom, una abogada embarazada que se enfrentó al bufete en dos casos diferentes. También sale en How to Make It in America en el papel de Edie Weitz, compañera de trabajo de Rachel Chapman. Sin olvidar su participación en la serie Fringe, donde interpreta a una mujer policía.
Estudió en la Professional Children's School de Nueva York.

## Filmografía

### Cine
| Año  | Título                             | Personaje                 | Notas         |
| ---- | ---------------------------------- | ------------------------- | ------------- |
| 1981 | Rollover                           | Señorita Fewster          |               |
| 1984 | The River Rat                      | Jonsy                     |               |
| 1985 | The Goonies                        | Stef Steinbrenner         |               |
| 1986 | A Life in the Day                  |                           |               |
| 1986 | The Mosquito Coast                 | Emily Spellgood           |               |
| 1987 | Shy People                         | Grace Sullivan            |               |
| 1988 | Stars and Bars                     | Bryant                    |               |
| 1988 | Running on Empty                   | Lorna Phillips            |               |
| 1988 | Another Woman                      | Laura                     |               |
| 1989 | Zwei Frauen                        | Claudia Jacoby            |               |
| 1989 | Parenthood                         | Julie Buckman-Higgins     |               |
| 1990 | Stanley & Iris                     | Kelly King                |               |
| 1992 | A Blink of Paradise                | Mother                    |               |
| 1992 | Inside Monkey Zetterland           | Sofie                     |               |
| 1992 | Samantha                           | Samantha                  |               |
| 1993 | The Perfect Woman                  |                           |               |
| 1993 | Josh and S. A. M.                  | Alison (The Liberty Maid) |               |
| 1993 | My Life's in Turnaround            | Ella misma                |               |
| 1994 | The Beans of Egypt, Maine          | Earlene Pomerleau         |               |
| 1994 | Mrs. Parker and the Vicious Circle | Jane Grant                |               |
| 1995 | Last Summer in the Hamptons        | Chloe Garfield            |               |
| 1996 | Yo disparé a Andy Warhol           | Stevie                    |               |
| 1996 | Beautiful Girls                    | Jan                       |               |
| 1996 | I'm Not Rappaport                  | Laurie Campbell           |               |
| 1997 | Colin Fitz                         | Ann                       |               |
| 1997 | Eye of God                         | Ainsley Dupree            |               |
| 1998 | Music from Another Room            | Karen Swan                |               |
| 1998 | Pecker                             | Tina                      |               |
| 1999 | 200 Cigarettes                     | Monica                    |               |
| 2001 | The Sleepy Time Gal                | Rebecca                   |               |
| 2004 | Hair High                          | Señorita Crumbles         | Voz           |
| 2006 | Marvelous                          | Gwen                      |               |
| 2007 | Dante's Inferno                    | Celia                     |               |
| 2008 | Gone to the Dogs                   | Leslie                    |               |
| 2008 | Puppy Love                         | Leslie                    |               |
| 2010 | I Thought About You                | Gloria                    |               |
| 2010 | Small Town Murder Songs            | Sam                       |               |
| 2010 | Remember Me                        | Helen Craig               | No acreditada |
| 2017 | Hello Again                        | Ruth (La política)        |               |
| 2018 | Honey Bee                          | Louise                    |               |
| 2019 | Frozen II                          | Yelena                    | Voz           |
| 2021 | Mass                               | Gail Perry                |               |

- Dulce hogar, a veces (1989)
- Silence Like Glass (1989)
- The Defenders (1997)
- El color de la ley (1998)

### Televisión
| Año       | Título                            | Personaje                 | Notas                                 |
| --------- | --------------------------------- | ------------------------- | ------------------------------------- |
| 1985      | Family Ties                       | Jessie Black              | Episodio 79: "You've Got a Friend"    |
| 1991      | A Woman at War                    | Helene Moszkiewiez        | Película de televisión                |
| 1993      | Chantilly Lace                    | Ann                       | Película de televisión                |
| 1993      | Daybreak                          | Laurie                    | Película de televisión                |
| 1997      | The Defenders: Payback            | M.J. Preston              | Película de televisión                |
| 1999      | ER                                | Meg Corwin                | 4 Episodios                           |
| 2002      | Law & Order: Special Victims Unit | Claire Rinato             | Episodio: "Denial"                    |
| 2003      | Karen Sisco                       | Chelsea Wentworth         | Episodio: "The One That Got Away"     |
| 2003      | Hack                              | Louise O'Connor           | Episodio: "Black Eye"                 |
| 2004      | 7th Heaven                        | Venus                     | Episodio: "Regret to Inform"          |
| 2006      | Law & Order: Criminal Intent      | Jo Gage                   | Episodio: "Blind Spot"                |
| 2006      | Surface                           | Sr. Big / Dr. Morris      | 2 Episodios                           |
| 2009      | Medium                            | Rosemary Widdick          | Episodio: "Pain Killer"               |
| 2009      | Grey's Anatomy                    | Pam Michaelson            | Episodios: "Good Mourning", "Goodbye" |
| 2009–2013 | The Good Wife                     | Patti Nyholm              | 5 Episodios                           |
| 2010      | Fringe                            | Sheriff Ann Mathis        | Episodio: "Northwest Passage"         |
| 2010      | How to Make It in America         | Edie Weitz                | 6 Episodios                           |
| 2010–2014 | Raising Hope                      | Virginia Chance           | Personaje principal                   |
| 2015–2018 | Younger                           | Cheryl Sussman            | 4 Episodios                           |
| 2016–2017 | The Real O'Neals                  | Eileen O'Neal             | Personaje principal                   |
| 2018      | The Blacklist                     | Dra. Sharon Fulton        | 2 Episodios                           |
| 2018      | The Guest Book                    | Shelley                   | Episodio: "Under Cover"               |
| 2018      | The Shivering Truth               |                           | Voz. Episodio: "Ogled Inklings"       |
| 2019      | At Home with Amy Sedaris          | Debbie Jo Jo              | Episodio: "Creativity"                |
| 2019      | Brockmire                         | Shirley                   | 4 Episodios                           |
| 2019      | Baroness von Sketch Show          | Capitán Marvelous / Margo | 2 Episodios                           |
| 2019–2020 | Vampirina                         | Briana                    | Voz. 2 Episodios                      |
| 2020      | Doc McStuffins                    | Duquesa de Bedazzle       | Voz. Episodio: "Bedazzled!"           |
| 2020      | Flack                             | Clara                     | Episodio: "Clara"                     |
| 2021      | Generation                        | Megan                     | Personaje principal                   |

### Videojuegos
| Año  | Título                | Personaje | Notas |
| ---- | --------------------- | --------- | ----- |
| 2015 | Minecraft: Story Mode | Olivia    |       |

## Teatro
| Año       | Título                               | Personaje            | Sede                                         |
| --------- | ------------------------------------ | -------------------- | -------------------------------------------- |
| 1980      | The Haggadah                         |                      | Off Broadway                                 |
| 1988      | The Heidi Chronicles                 | Denise, Clara, Becky | Seattle Repertory Theatre                    |
| 1991      | Pericles, Prince of Tyre             |                      | Off Broadway                                 |
| 1994      | Suburbia                             |                      | Off Broadway                                 |
| 1996      | Uncle Vanya                          | Sonya                | Seattle Repertory Theatre                    |
|           | The Sisters Rosensweig               |                      | Seattle Repertory Theatre                    |
|           | Robbers                              |                      | Seattle Repertory Theatre                    |
| 1996      | The Libertine                        | Elizabeth Barry      | Steppenwolf Theatre Company                  |
| 1998      | Playboy of the Western World         | Pegeen Mike          | Steppenwolf Theatre Company                  |
| 1998      | The Glass Menagerie                  | Laura                | Steppenwolf Theatre Company                  |
| 2001      | Hedda Gabler                         |                      | Steppenwolf Theatre Company                  |
| 2001      | Absolution                           | Director             | Steppenwolf Theatre Company                  |
| 2002      | Boston Marriage                      |                      | Off Broadway                                 |
| 2002      | Hobson's Choice                      |                      | Off Broadway                                 |
| 2003      | Flesh and Blood                      |                      | Off Broadway                                 |
| 2004      | Sixteen Wounded                      |                      | Broadway                                     |
| 2005      | The False Servant                    |                      | Off Broadway                                 |
| 2006      | Shining City                         |                      | Broadway                                     |
| 2007      | The Coast of Utopia                  |                      | Broadway                                     |
| 2007      | A Midsummer Night's Dream            |                      | The Public Theater's Shakespeare in the Park |
| 2007–2008 | Cymbeline                            |                      | Broadway                                     |
| 2008      | Top Girls                            |                      | Broadway                                     |
| 2008–2009 | Pal Joey                             |                      | Broadway                                     |
| 2011      | Company (Concierto)                  | Sarah                | New York Philharmonic                        |
| 2014–2015 | A Delicate Balance                   |                      | Broadway                                     |
| 2014      | Other Desert Cities, Old Vic Theatre | Brooke Wyeth         | London                                       |
| 2018      | Sweat, Donmar Warehouse              | Tracey               | London                                       |
| 2019      | SHAKESPEARE WITHIN THE ABBEY         |                      | London                                       |

## Premios y nominaciones
| Año  | Otorga                            | Premio                                                | Trabajo                           | Resultado |
| ---- | --------------------------------- | ----------------------------------------------------- | --------------------------------- | --------- |
| 1984 | Youth in Film Awards              | Desempeño excepcional por una Actriz joven - Película | The Goonies                       | Nominada  |
| 1986 | Youth in Film Awards              | Mejor superestrella femenina joven en una Película    | The Mosquito Coast                | Nominada  |
| 1987 | Independent Spirit Awards         | Mejor soporte femenino                                | Shy People                        | Nominada  |
| 1987 | Youth in Film Awards              | Mejor Actriz joven en una Película: Drama             | Running on Empty                  | Nominada  |
| 2001 | Obie Award                        | Destacado desempeño                                   | Hobson's Choice                   | Ganó      |
| 2002 | Primetime Emmy Awards             | Destacada Actriz invitada en una Serie de Drama       | Law & Order: Special Victims Unit | Nominada  |
| 2007 | Tony Awards                       | Mejor Actriz principal en una Obra                    | The Coast of Utopia               | Nominada  |
| 2007 | Drama Desk Award                  | Destacada Actriz principal en una Obra                | The Coast of Utopia               | Ganó      |
| 2007 | Outer Critics Circle Award        | Destacada Actriz principal en una Obra                | The Coast of Utopia               | Ganó      |
| 2008 | Tony Awards                       | Mejor Actriz principal en una Obra                    | Top Girls                         | Nominada  |
| 2009 | Outer Critics Circle Award        | Destacada Actriz principal en un Musical              | Pal Joey                          | Nominada  |
| 2009 | Tony Awards                       | Mejor Actriz principal en un Musical                  | Pal Joey                          | Nominada  |
| 2009 | Drama Desk Award                  | Destacada Actriz principal en un Musical              | Pal Joey                          | Nominada  |
| 2011 | Critics' Choice Television Awards | Mejor Actriz en una Serie de Comedia                  | Raising Hope                      | Nominada  |
| 2011 | Primetime Emmy Awards             | Destacada Actriz principal en una Serie de Comedia    | Raising Hope                      | Nominada  |
| 2011 | Satellite Awards                  | Mejor Actriz – Serie de televisión Musical o Comedia  | Raising Hope                      | Ganó      |
| 2012 | Critics' Choice Television Awards | Mejor Actriz en una Serie de Comedia                  | Raising Hope                      | Nominada  |
| 2012 | Primetime Emmy Awards             | Destacada Actriz invitada en una Serie de Drama       | The Good Wife                     | Ganó      |
| 2013 | Critics' Choice Television Awards | Mejor desempeño invitada en una Serie de Drama        | The Good Wife                     | Nominada  |